# Воронін Михайло Степанович
Михайло Степанович Воронін (21 липня (2 серпня) 1838, Петербург — 20 лютого (4 березня) 1903) — російський ботанік, альголог, міколог та фітопатолог, автор ряду досліджень онтогенезу та екології грибів.

## Біографія
Народився у Петербурзі, початкову освіту отримав вдома.
1854 року — вступає до Петербурзького університету.
1858 року — закінчивши навчання, захистивши дисертацію на геологічну тематику, виїздить до Німеччини. Спочатку навчається у Гейдельберзі, згодом — у Фрайберзі під керівництвом професора Антуана де Барі, знаного спеціаліста-міколога.
1860 року — відправляється до Франції до Гюстава Тюре, під керівництвом якого у Антибі вивчає водорості та працює над магістерською роботою з альгології.
1861 року — отримує диплом магістра Петербурзького університету.
1874 року — отримує ступінь honoris causa від Новоросійського університету.
1884 року — обраний членом-кореспондентом Петербурзької Академії Наук.
У 1869—1870 роках — читає лекції з мікології як приват-доцент Петербурзького університету.
1873—1875 роки — читає лекції з морфології клітини та мікології на медичних жіночих курсах.
Помер 1903 року, поховано на Новодівичому кладовищі Петербургу.

## Науковий внесок
Роботи вченого переважно стосувались альгології, ліхенології, мікології та фітопатології. Одним із перших описав азотфіксуючі бульбочкові бактерії бобових, паразитизм мікроскопічних грибів на водоростях, збудника хвороби кіли капусти, соняшника. Працював спільно із С. Г. Навашиним, вивчаючи паразитів берези звичайної. Так як за станом здоров'я не мав можливості викладати в університеті, доводилось часто виїздити за кордон та працювати самостійно. Роботи Вороніна мають детальні описи його спостережень та ілюстровані авторськими рисунками, якість яких викликає подив навіть у сучасних спеціалістів.

### Вибрані публікації
- Ueber den Bau des Stammes von Caclyanthus, Bot. Zeit., 1860 (нім.)

- Исследования над морскими водорослями Acetabularia и Espera (рос.) (магістерська дисертація 1861 року)

- А. de Bary und M. Woronin. Beitrag des Chytridieen. // Berichte über die Verhandlungen der naturforsch. Gesellsch. zu Freiburg (mit 2 Tafeln) (нім.)

- M. Woronin, Ueber die bei der Alnus glutinosa und der Lupinus mutabilis auftretenden Wurzelaufschwellungen. // Mém. de l'Acad. Imp. des Sciences de St-Petersbourg, 1866 (mit 2 Tafeln) (нім.)

- О полиморфизме, замечаемом в воспроизводительных органах у грибов, принадлежащих к отделу Pyrenomycetes // Приложение к т. III Трудов русского энтомологического общества по ботаническому отделению, СПб., 1866 (рос.)

- A. de Bary und M. Woronin. Zur Entwickelungsgeschichte der Ascobolus pulcherrimus Cr. und einiger Pezizen // Beiträge zur Morphologie und Physiologie der Pilze , 1866 (mit 4 Tafeln) (нім.)

- Zur Kenntniss der Mucorinen. I. Mucor Mucedo. 1866 (нім.)

- ExoblasidiumVaccinii // Berichte über die Verhandlungen der naturf. Gesellsch. zu Freiburg", 1867 (3 Tafeln) (нім.)

- Neuer Beitrag zur Kenntniss der Chytridieen // Botan. Zeit., 1868 (нім.)

- Beitrag zur Kenntniss der Vaucherien, 1869 (mit 2 Tafeln) (нім.)

- Микологические исследования. СПб., 1869 (рос.)

- Исследования над развитием ржавчинного грибка Puccinia Helianthi, причиняющего болезнь подсолнечника // Труды Спб. общества естествоиспытателей, 1871 (с 2 таблицами) (рос.)

- Исследования над гонидиями лишайника Parmelia pulverulenta Ach. // Труды Спб. общества естествоиспытателей, т. III, 1872 (с 1 табл.) (рос.)

- A. Faminzin und M. Woronin. Ueber zwei neue Formen von Schleimpilzen Ceratium hydnoides und Cer. parioides // Mém. de l'Acad. I. d. Sc. de St.-P., 1873 (3 Tafeln) (нім.)

- Plasmodiophora brassicae — организм, причиняющий капустным растениям болезнь, известную под названием килы // Труды Спб. общества естествоиспытателей, 1877 (с 6 таблицами) (рос.)

- Rostafinsky und Woronin. Ueber Botrydium Granulatum // Botan. Zeit., 1877 (3 Tafeln) (нім.)

- Nachträgliche Notiz zur Frage der Kohlpflanzenbernie // Bot. Zeit., 1880 (нім.)

- Vaucheria de Baryaana n. sp. // Botan. Zeit., 1880 (mit 1 Tafel) (нім.)

- Chromophyton Rosanoffii // Botan. Zeit., 1880 (mit 1 Tafel) (нім.)

- Beitrag zur Kenntniss der Ustilagineen. 1882(4 Tafeln) (нім.)

- Notiz über die Structur der Blätter von Statice monopetala L. // Botan. Zeit., 1885 (1 Tafel) (нім.)

- Bemerkungen zu dem Aufsatze von H. Möller über Plasmodiophora alni // Berichte d. deut. bot. Gesellsch., 1885 (нім.)

- Ueber die Pilzwurzel (Mycorrhiza) von B. Frank. // Berichte d. deut. bot. Gesellsch., 1885 (нім.)

- К вопросу о болезни шелковичного дерева «Кюмеюль». // Труды Кавказского общества сельского хозяйства, Тифлис, 1886 (рос.)

- Ueber die Sclerotienkrankheit der Vaccinien-Beeren // Mém. de l'Acad. d. Sc. de St.-P., 1888 (mit 10 Tafeln) (нім.)

- О пьяном хлебе в Южно-Уссурийском крае // Дневник и Труды VIII съезда русских естествоиспытателей и врачей в СПб., 1889—1890 (рос.)

- Bemerkungen zu Ludwig's Sclerotinia Aucupariae // Ber. d. deutsch. botan. Gesellsch., 1891, т. IX, Heft. 4. (нім.)